# 斎藤たま
斎藤 たま（さいとう たま、1936年- 2017年1月26日）は、日本の民俗学者。

## 来歴
山形県東村山郡山辺町に生まれる。山形県立山形東高等学校定時制を卒業後は東京渋谷の書店に就職した。
1970年から子供の遊びや民俗風習の聞き取り調査を日本全国で手がけ、1971年に仕事は退職した。同じ遊びが離れた地域に広く分布していることに興味を抱いたことが、収集を手がけるきっかけだった。
1972年から埼玉県秩父市浦山の過疎部落（嶽）に移り住み、自給自足で暮らしながら著作を執筆した。
嶽での生活を28年あまり続けたのち秩父市街地に移住、晩年は長く入院生活を送り、2017年に死去した。

## 研究に対する評価
斎藤の収集した民俗資料については「今では採録することができない貴重なものも少なくありません」「採集された民俗は現在では消滅の危機にあり、それを書き残した調査カードは民俗学的に貴重な資料である」といった評価がなされている。斎藤の収集した資料は、著作を出版していた論創社が保管していたが、調査カードと調査ノートは東京文化財研究所の無形文化遺産部に寄託され（寄託は斎藤が死去した当日だった）、その他の資料は民俗学者の岩城こよみが引き取っている。また、言葉（植物名など）の語源についても興味を抱き、既存の文献資料をそのまま使うのではなく、自身が収集した語彙を元に考察していたと指摘されている。用便後の陰部の清掃に使用した道具といった、従来の民俗学がほとんど資料を集めなかった分野にも手を付け、「注目に値する」と評されている。

## 著書
- 『野にあそぶ』平凡社、1974年／講談社<講談社文庫>、1979年6月
  - 『野にあそぶ 自然の中の子供』平凡社ライブラリー、2000年7月
- 『南島紀行』杉田徹 写真、福音館書店<福音館日曜日文庫>、1980年8月
- 『あやとりいととり 親子であそぶあやとり絵本』福音館書店、1982年11月

さいとうたま（採取・文）、つじむらますろう（絵）
- 『ことばの旅』新宿書房、1984年4月
- 『生ともののけ』新宿書房、1985年6月
- 『死ともののけ』新宿書房、1986年9月／角川ソフィア文庫、2025年8月
- 『行事ともののけ』新宿書房、1988年2月
- 『落し紙以前』論創社、2005年2月
- 『秩父浦山ぐらし』黒倉正雄との共著、新宿書房、2005年8月
- 『村山のことば』東北出版企画、2007年11月
- 『まよけの民俗誌』論創社、2010年2月
- 『箸の民俗誌』論創社、2010年7月
- 『賽銭の民俗誌』論創社、2010年9月
- 『わらの民俗誌』論創社、2011年3月
- 『便所の民俗誌』論創社、2011年7月
- 『ことばの旅 1 (鶏が鳴く東）』新宿書房、2012年3月
- 『ことばの旅 2 (ベロベロカベロ)』新宿書房、2012年7月
- 『暮らしのなかの植物』論創社、2013年12月
- 『野山の食堂 子どもの採集生活』論創社、2013年8月
- 『おしりをふく話』福音館書店<たくさんのふしぎ傑作集>、2016年4月。絵：なかのひろたか